# Marquesado de Atalaya Bermeja
El Marquesado de Atalaya Bermeja es un título nobiliario español otorgado por el rey  Carlos III al asentador de Indias, don Domingo López de Carvajal y Novoa, señor de Algar, en Cádiz, el 13 de marzo de 1777, ( R.D. de 24 de julio de 1776). 
Lleva asociados el vizcondado de Carrión y el señorío de Algar.
Toma nombre de una colina de la Sierra de Aznar de 204 m de altura, sobre la cuya ladera oriental se emplaza el núcleo original de la villa de Algar (Cádiz), fundada por el primer marqués.

## Nota
Como muchos otros títulos nobiliarios españoles, su línea de sucesión fue rota entre los gobiernos del general Serrano y la Restauración borbónica. Obviando a los herederos legítimos, el Estado le vendió el título a María de los Ángeles de Santamarina y Alducín, una rica indiana, IV condesa del Valle de Oselle, condesa consorte de Temes, que lo transmitió, (sin reconocimiento público), durante la II República, a su hija María de los Ángeles de Varela, V condesa del Valle de Oselle, condesa de Temes. A la muerte de ésta, el título volvió a la línea original, en la persona del violonchelista Juan Ruiz Casaux.

## Marqueses de Atalaya Bermeja
|                                 | Titular                                         | Periodo                 |
| Creación por Carlos III         | Creación por Carlos III                         | Creación por Carlos III |
| ------------------------------- | ----------------------------------------------- | ----------------------- |
| I                               | Domingo López de Carvajal y Novoa               | 1777-1789               |
| II                              | Buenaventura López de Carvajal y Carrión-Dávila | 1789-1807               |
| III                             | José María López de Carvajal y Mangino          | 1807-1863               |
| Rehabilitación por Alfonso XIII |                                                 |                         |
| IV                              | María de los Ángeles de Santamarina y Alducín   | 1924-1956               |
| V                               | Juan Antonio Ruiz-Casaux y López de Carvajal    | 1961-1972               |
| VI                              | José Luis Ruiz-Casaux y De Carlos               | 1974-2000               |
| VII                             | María del Pilar Ruiz-Casaux y Bazo              | 2003-                   |

## Historia de los marqueses de Atalaya Bermeja
- Domingo López de Carvajal y Novoa, I Marqués de Atalaya Bermeja

1. Casó con Margarita Carrión-Dávila y Benavides. Le sucedió:

- Buenaventura López de Carvajal y Carrión-Dávila, II Marqués de Atalaya Bermeja

1. Casó con María Josefa Mangino y González. Le sucedió:

- José María López de Carvajal y Mangino, III Marqués de Atalaya Bermeja

1. Casó con Dominga García-Quintana y García. Le sucedió:

- María de los Ángeles Santamarina y Alducín († en 1956), IV Marquesa de Atalaya Bermeja, IV condesa del Valle de Oselle.

1. Casó con Isidoro de Temes y Sáenz. Por devolución a la línea original, le sucedió:

- Juan Antonio Ruiz-Casaux y López de Carvajal, V Marqués de Atalaya Bermeja.

1. Casó con Julia Bazo y Barea (2ª esposa). Le sucedió:

- José Luis Ruiz-Casaux y de Carlos, VI Marqués de Atalaya Bermeja (sobrino del V Marqués)

1. Casó con Paloma Patiño y Arrospide. Le sucedió:

- María del Pilar Ruiz-Casaux y Bazo, VII Marquesa de Atalaya Bermeja (hija del V Marqués)

- Datos: Q5999883